# Liste der Nummer-eins-Hits in Norwegen (1978)
Diese Liste enthält alle Nummer-eins-Hits in Norwegen im Jahr 1978. Es gab in diesem Jahr jeweils sieben Nummer-eins-Singles und -Alben.
| Singles | Alben |
| --- | --- |
| - Baccara – Yes Sir, I Can Boogie - 8 Wochen (51/1977 – 6/1978, insgesamt 22 Wochen; → 1977) - Baccara – Darling - 2 Wochen (7/1978 – 8/1978) - Bonnie Tyler – It’s a Heartache - 13 Wochen (9/1978 – 21/1978) - Jahn Teigen – Mil etter mil - 5 Wochen (22/1978 – 26/1978) - Boney M. – Rivers of Babylon - 6 Wochen (27/1978 – 32/1978) - John Travolta & Olivia Newton-John – You’re the One That I Want - 18 Wochen (33/1978 – 50/1978) - Geir Børresen & Smurfene – Smurfesangen - 8 Wochen (51/1978 – 6/1979) | - ABBA – The Album - 4 Wochen (52/1977 – 3/1978) - Baccara – Baccara - 8 Wochen (4/1978 – 11/1978, insgesamt 12 Wochen; → 1977) - Bonnie Tyler – The Hits of Bonnie Tyler - 10 Wochen (12/1978 – 21/1978) - Saturday Night Fever (Soundtrack) - 12 Wochen (22/1978 – 33/1978) - Boney M. – Nightflight to Venus - 2 Wochen (34/1978 – 35/1978) - Grease: The Original Soundtrack from the Motion Picture (Soundtrack) - 15 Wochen (36/1978 – 50/1978, insgesamt 17 Wochen; → 1998) - Geir Børresen & Smurfene – I Smurfeland - 5 Wochen (51/1978 – 3/1979, insgesamt 7 Wochen; → 1979) |
| | |

Siehe auch: Nummer-eins-Hits 1978 in  Australien, Belgien, Deutschland, Finnland, Frankreich, Irland, Italien, Japan, Kanada, Neuseeland, den Niederlanden, Österreich, Schweden, der Schweiz, Spanien, den Vereinigten Staaten und im Vereinigten Königreich.